# 米尼科
米尼科（法語：Miniko），是馬里的城鎮，位於該國南部，由錫卡索區的錫卡索省負責管轄，處於錫卡索西南面33公里，面積128平方公里，2009年人口3,288，人口密度每平方公里25.69人。